# Портидж-ла-Прери
Портидж-ла-Прери (англ. Portage la Prairie; /ˈpɔːrtɪdʒ lə ˈprɛəri/) — город в провинции Манитоба, Канада. Население — 12 728 чел., вместе с пригородами — 20 490 чел. (по переписи 2006 года).

## География
Город расположен на юге провинции, в лесном краю. К северу расположено озеро Манитоба, с которым Портидж-ла-Прери соединён каналом.

## Климат
| Показатель                                                               | Янв.  | Фев.  | Март  | Апр. | Май  | Июнь | Июль | Авг. | Сен. | Окт. | Нояб. | Дек.  | Год   |
| ------------------------------------------------------------------------ | ----- | ----- | ----- | ---- | ---- | ---- | ---- | ---- | ---- | ---- | ----- | ----- | ----- |
| Средний суточный максимум, °C                                            | −12,2 | −8,6  | −1,2  | 9,7  | 18,3 | 23,4 | 26,1 | 25,0 | 18,6 | 11,6 | 0,0   | −9    | 8,47  |
| Средняя температура, °C                                                  | −17,2 | −13,9 | −6,4  | 3,8  | 11,6 | 17,1 | 19,8 | 18,4 | 12,5 | 6,1  | −4,3  | −13,7 | 2,82  |
| Средний суточный минимум, °C                                             | −22,3 | −19,4 | −11,7 | −2,2 | 4,8  | 10,7 | 13,5 | 11,8 | 6,3  | 0,5  | −8,8  | −18,5 | −2,94 |
| Норма осадков, мм                                                        | 60,2  | 43,5  | 51,1  | 56,1 | 59,4 | 75,0 | 76,9 | 78,8 | 50,9 | 40,6 | 45,5  | 48,5  | 686,5 |
| Источник: http://www.climate-charts.com/Locations/c/CN71000050123200.php |       |       |       |      |      |      |      |      |      |      |       |       |       |

## История

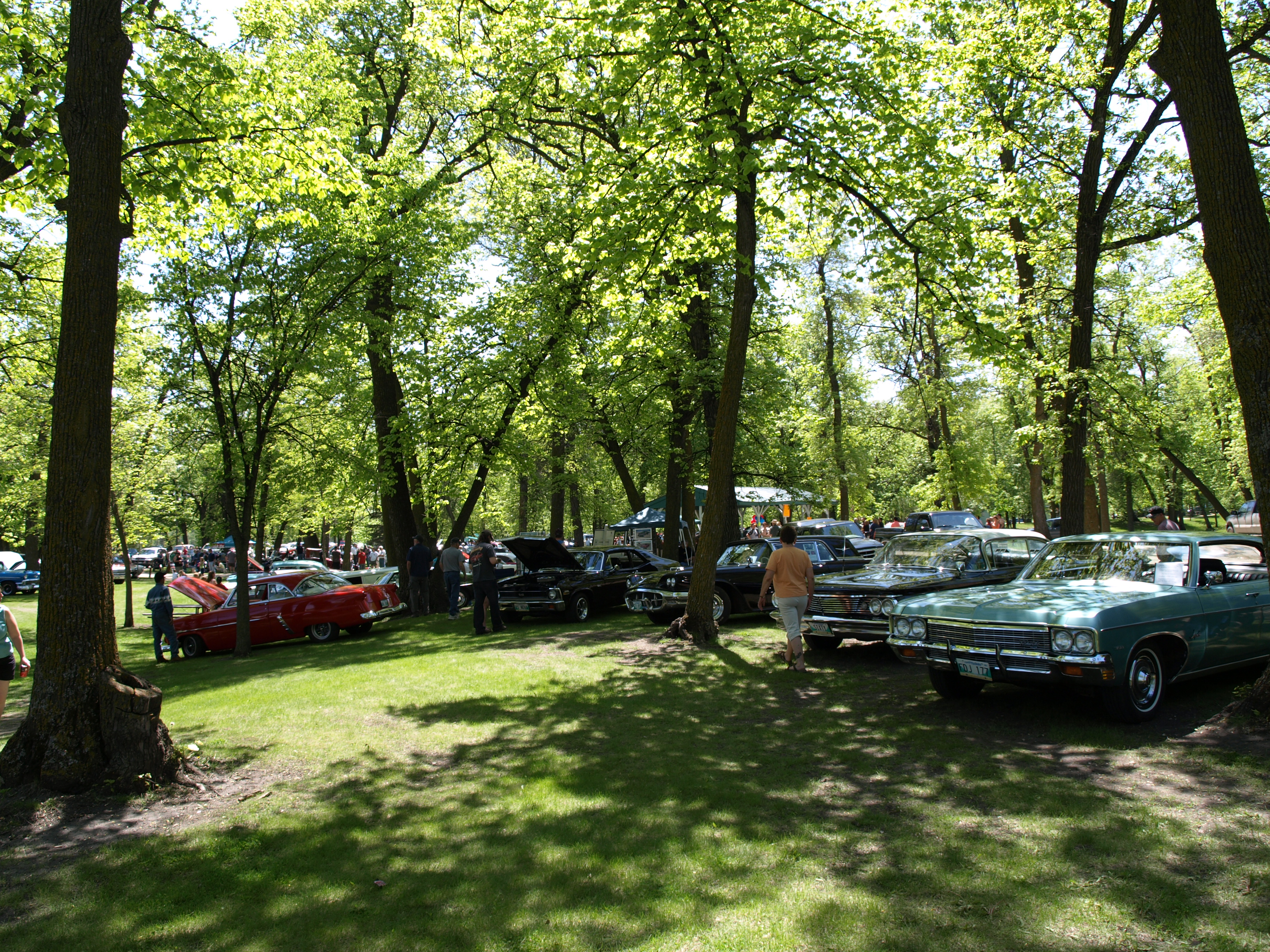
Выставка раритетных автомобилей (Портидж-ла-Прери, 2009 год).

До прихода европейцев эти места населяли индейские племена. Первым поселением, основанным здесь белыми людьми, был Форт-ла-Рейн («Форт королевы»). Это произошло в 1738 году. Ныне здесь музей, расположенный на территории современного Портидж-ла-Прери. Сам город под своим нынешним названием был основан в 1851 году; в 1880 году он получил статус тауна, а в 1907 году — сити.

## Население
Согласно переписи, прошедшей в 2006 году, численность постоянного населения города составила 11 245 человек, вместе с сельскими пригородами — 20 490. Из них — 10 010 мужчин и 10 480 женщин. Доля граждан, достигших возраста 15 лет — 79,1 % (77,7 % у мужчин и 80,4 % у женщин). Средний возраст населения — 39,1 года (37,9 у мужчин и 40,2 у женщин).

## Экономика
На северо-востоке Портидж-ла-Прери расположен промышленный парк Макмиллан. На территорий центра базируются такие предприятия, как McCain Foods Ltd., Nutri Pea, the Food Development Centre и Hi-Tec Industries Inc. Общая площадь, занимаемая промышленными предприятиями — 220 га, из них 80 — входят в состав парка Макмиллан.

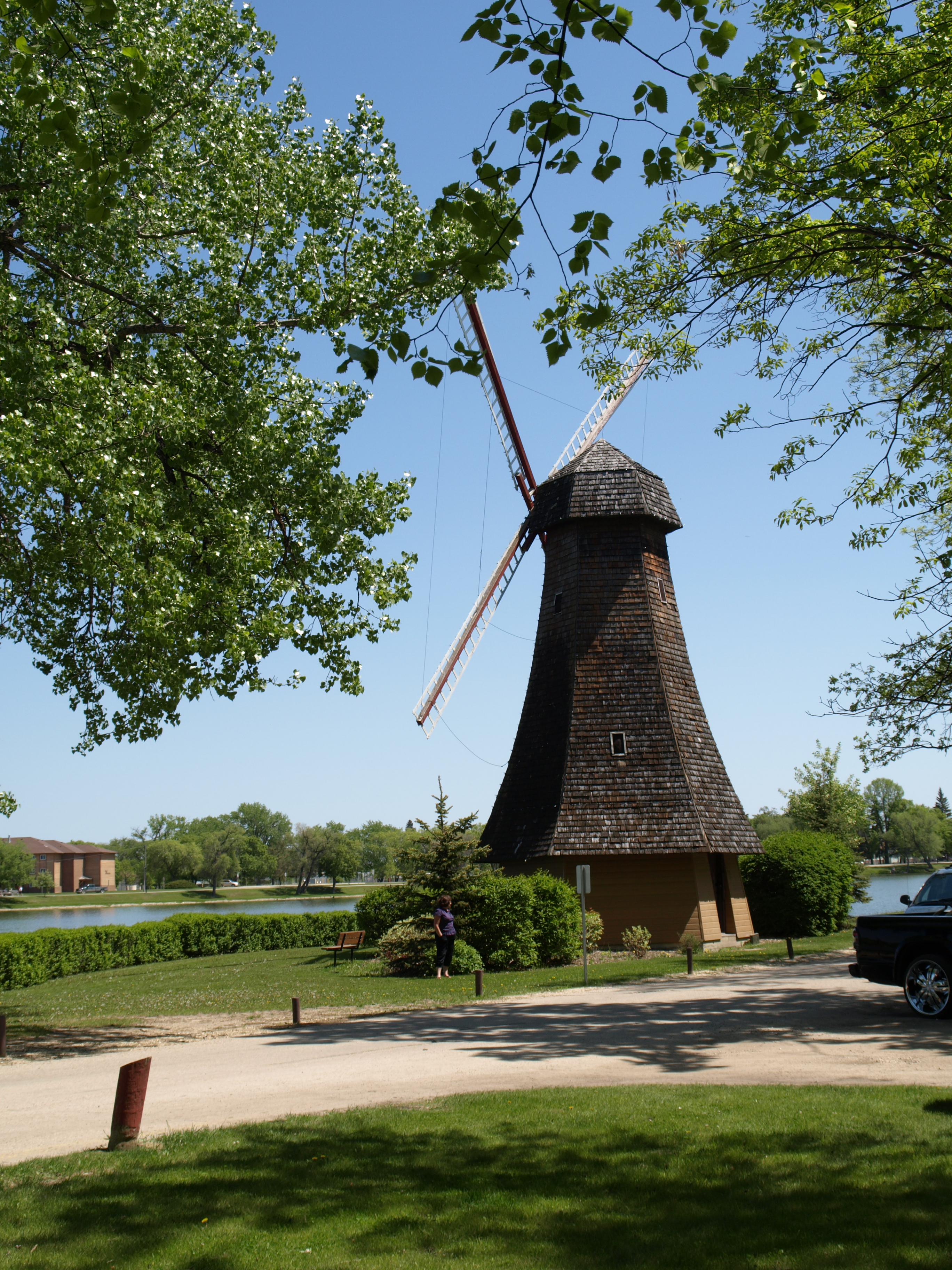
Мельница в Портидж-ла-Прери.

С 2002 года строится и расширяется новый промышленный район. Его площадь — 2237 км², он занимает собой часть собственно города, часть пригородов и тянется вплоть до озера Манитоба. На его территории размещены жилые дома, промышленные предприятия разного профиля, сельскохозяйственные участки.
Также в городе и на его окраинах действуют: Западная промышленная зона, Железнодорожная промышленная зона, Южный аэрокосмический центр и промышленный парк Поплар-Блафф (англ. Poplar Bluff — «тополиный утёс»).
Численность работоспособного населения в возрастной группе от 15 лет составляет (по данным 2006 года) 10 345 человек. Из них обеспечены работой — 9845 человек и 500 — безработные.

## Транспорт
Железнодорожная станция Портидж-ла-Прери обслуживается государственной корпорацией Via Rail. Используются поезда «Виннипег—Черчилл» и «Канадец». Железнодорожная станция на Канадской тихоокеанской железной дороге ныне не используется и превращена в музей.
Город обслуживают сразу 2 аэропорта — Северный и Южный.

## СМИ

### Печатная пресса
- Daily Graphic[англ.]* (ежедневно)
- Herald Leader Press (еженедельно)
- Winnipeg Free Press
- Winnipeg Sun[англ.]

### Радиостанции
- CFRY[англ.] — занимает два диапазона (AM 920 и FM 93,1); музыкальная радиостанция
- CJPG-FM[англ.] (FM 96,5) — музыкальная радиостанция

### Телевидение
- CBWT[англ.] (CBC Television[англ.])
- CKY-TV[англ.] (CTV Television Network)
- CKND-TV[англ.] (Global Television Network)

Услуги кабельного телевидения доступны через MTS Ultimate TV (Shaw Communications).

## Города-побратимы
- Плант-Сити[англ.], Флорида, США[8]